# ②好きです…。
『②好きです…。』（すきです）は、日本の女性歌手、時東ぁみの2枚目のミニアルバムである。2006年3月15日にGOOD FACTORY RECORDSから発売された。

## 概要
- 前作『①さなぎのバスローブ』から約3ヶ月ふりのリリース。
- 「ISHiMARU別注デカ帯Ver」「初回生産分限定デカ帯Ver」「通常盤ジャケット」の3形態で発売。
- 前作とは異なり、本作はカヴァー曲のみ収録されている。
- 「セシリアBの片想い」は山瀬まみの楽曲のカヴァー。「可愛いゝひとよ」はクック・ニック&チャッキーのカヴァーだが山瀬もカヴァー・シングルを発売している。

## 収録曲
| #         | タイトル                | 作詞      | 作曲       | 編曲           | 時間  |
| --------- | ----------------------- | --------- | ---------- | -------------- | ----- |
| 1.        | 「可愛いゝひとよ」      | 阿久悠    | 大野克夫   | 平田祥一郎     | 4:48  |
| 2.        | 「SWEET and TOUGHNESS」 | 井上秋緒  | 浅倉大介   | 鈴木Daichi秀行 | 5:17  |
| 3.        | 「セシリアBの片想い」   | 松本隆    | 宮城伸一郎 | 平田祥一郎     | 3:59  |
| 4.        | 「恋するニワトリ」      | 谷山浩子  | 谷山浩子   | 鈴木Daichi秀行 | 2:35  |
| 5.        | 「小夜子」              | 松本隆    | 来生たかお | 鈴木Daichi秀行 | 4:57  |
| 6.        | 「I Will」              | 秋元康    | 林哲司     | 平田祥一郎     | 6:32  |
| 合計時間: | 合計時間:               | 合計時間: | 合計時間:  | 合計時間:      | 28:08 |